# Shahs of Sunset
Shahs of Sunset es un reality show estadounidense que se emite en Bravo. La serie se estrenó el 11 de marzo de 2012. La serie sigue a un grupo de amigos iraní-americanos que viven en Beverly Hills (y en el área conocido como "Tehrangeles"), que están intentando hacer malabares con sus vidas sociales activas y sus prometedoras carreras mientras equilibran las peticiones de sus familias y tradiciones. Es el segundo reality show estadounidense sobre iraníes después de  Love Is in the Heir, de E! en 2004. Shahs of Sunset había sido renovado para una tercera temporada, la cual se estrenó el 5 de noviembre de 2013. La cuarta temporada se estrenará a finales de 2014.

## Actuales Shahs

### Reza Farahan
(Temporada 1-presente)
Nacido en Teherán, Irán en 1973 y criado en Beverly Hills, Farahan es un agente inmobiliario en Los Ángeles. Es abiertamente gay y a menudo lucha con el cotilleo y los prejuicios con respecto a su sexualidad. Él quería participar en la serie después de ver en el telediario noticias de los suicidios de adolescentes que sufrían bullying por ser gais, y él quería ayudar retratando una imagen positiva de las personas gais y del medio este.
Reza está en una relación con Adam Neely, un exmodelo de moda, quien trabaja para Ryan Murphy, en posproducción, en sus varios programas. Han estado juntos desde 2010, y su compromiso apareció en el final de la tercera temporada.
Su padre era judío, y su madre era musulmana. En un episodio, reveló que su padre se convirtió al islam para casarse con su madre. Cuando el matrimonio de sus padres acabó en divorcio, su padre volvió a Nueva York para estar con su familia judía; en un episodio se reveló que la abuela paterna de Farahan presionó a su padre y rechazó a Reza por no ser judío.
Trabaja con MJ en Keller Williams Realty.

### Golnesa "GG" Gharachedaghi
(Temporada 1-presente)
Gharachedaghi es una empresaria que empieza la serie desempleada y financieramente dependiente de su padre. Ella viene de una familia rica, nominalmente musulmana. Ella come con sus amigos durante el día y socializa durante la noche. Tiene ocho tatuajes, incluyendo uno en el interior de su labio. Con una personalidad fiera y combativa, reclama haber sido expulsada de muchas escuelas mientras crecía por pelearse. Creciendo asistió a una guardería judía, a una escuela de preescolar católica y a Loyola Marymount University. Su padre es Mahmoud Gharachedaghi, arquitecto y director en GA Architecture and Planning, quien aparece en la serie al principio de la primera temporada. A lo largo de la segunda temporada, ella lanza "GG's Extensions", una marca de extensiones de pelo, con su hermana Leila. En diciembre de 2012, ella contó a Andy Cohen que estaba comprometida con Omid Kalantari, quien fue un personaje recurrente en la segunda tempordada. Los dos rompieron su compromiso al mes siguiente. Ha comparado el efecto del elenco del programa en la industria del entretenimiento a las luchas por los derechos civiles de la famosa Rosa Parks.

### Asa Soltan Rahmati
(Temporada 1-presente)
Rahmati es la autoproclamada "Sacerdotisa Persa Pop" y empresaria que está en la escena artística de Venice (Los Ángeles). Sus pinturas han sido publicadas en Imagining Ourselves, un libro de arte publicado por IMOW, International Women's Museum en San Francisco. Durante la segunda temporada ella desarrolla y lanza "Diamond Water", un agua embotellacada que es agua alcalina que se pone en contacto con diamantes antes de ser embotellada. Viene de una familia persa musulmana; sus padres y su hermano, Arta, todos aparecen en la serie. Soltan Rahmati has been together with Jermaine Jackson Jr, the eldest child of Jermaine Jackson, since 2010 and he has appeared in the second season. Se graduó en la UCLA con una doble licenciatura en Psicología y Filosofía. Reclama a su familia abandonar Irán como refugiados políticos cuando ella era una niña pequeña; ella creció en Europa antes de mudarse a Los Ángeles como adolescente. Vive en Venice; previamente con el rico empresario Shaahin Cheyene.

### Mike Shouhed
(Temporada 1-presente)
Shouhed es un agente inmobiliario comercial en Los Ángeles. Se graduó en la UCLA. Después de perder dinero en el mercado inmobiliario comercial del área metropolitana de Las Vegas, se mudó de vuelta a casa para reconstruirse. Él y su familia son judíos persas. Uno de sus hermanos es dentista. En enero de 2013, Shouhed anunció que iba a hacer una sesión fotográfica para Playgirl.

### Mercedes "MJ" Javid
(Temporada 1-presente)
Javid es una agente inmobiliaria que vive en Hollywood Hills. Nació en 1972. Con una figura voluptuosa, MJ creció concienciada de su peso y tomó pastillas para adelgazas recetadas por un médico a los 14 años para perder algunos kilos extras, aunque ella más tarde las dejó de tomar. MJ y su madre tienen una relación muy difícial y discuten frecuentemente en la serie. MJ y su padre, sin embargo, están muy unidos. Ella trabaja con Reza en Keller Williams Realty. Se graduó con una Diplomatura en Artes Grado en Literatura Inglesa por la California State University, Northridge en 2002. Durante la reunión de la segunda temporada, Javid admitió que es una delincuente, habiendo sido condenada por fraude bancario en 1994.

## Antiguos Shahs

### Sammy Younai
(Temporada 1)
Younai es un promotor en Beverly Hills especializado en construir casas multimillonarias. Sammy viene de una familia persa judía. Su familia dejó Irán y se mudaron a Florida cuando él era un niño, y más tarde se mudaron a Beverly Hills cuando Sammy era un adolescente. Durante la primera temporada, él trabaja con el famoso promoto Mohamed Hadid en su última mansión: una casa de 4.500m² y 58 millones de dólares en Bel-Air (Los Ángeles) llamada "El Palacio Creciente". Apareció en la segunda temporada como invitado.

### Neelufar Seyed "Lilly" Ghalichi
(Temporadas 2-3)
Ghalichi es una empresaria y bloguera a la que otros personajes describen como la "Barbie Persa". Fundó una línea de bañadores inspirados en lencería conocida como "Swimgerie" que más tarde se unió con otra línea de ropa de baño para dar lugar a Have Faith Swimgerie. Ella también fundó su propia línea de pestañas postizas conocidas como Lilly Lashes. Criada en Houston, Texas, viene de una familia persa musulmana. Su hermana, Yassamin, ha aparecido en la serie, y su hermano, Mohammed, es un cardiólogo. Asistió a la McCombs School of Business en la Universidad de Texas en Austin y a la Loyola Law School en Los Ángeles, graduándose en 2008. Ghalichi ha tenido una relación intermitente con un abogado de Houston llamado Ali; después de ella graduarse en Derecho en Los Ángeles ellos se comprometieron y ella se mudó de vuelta a Texas para vivir con él. Más tarde rompieron debido a lo que ella describió como malos hábitos, mayormente infidelidad. Ella también ha tenido forcejeos con su familia conservadora debido a su decisión de dejar el Derecho y perseguir una carrera en la moda y belleza. Ella fue objeto de controversia durante un episodio en el que dijo que el SIDA puede ser contagiado por las braguitas de un bikini y emitió una disculpa.

## Historial del elenco
| Nombre                     | Temporada  | Temporada  | Temporada  |
| Nombre                     | 1          | 2          | 3          |
|                            | Actual     | Actual     | Actual     |
| -------------------------- | ---------- | ---------- | ---------- |
| Reza Farahan               | Main       | Main       | Main       |
| Golnesa "GG" Gharachedaghi | Main       | Main       | Main       |
| Asa Soltan Rahmati         | Main       | Main       | Main       |
| Mike Shouhed               | Main       | Main       | Main       |
| Mercedes "MJ" Javid        | Main       | Main       | Main       |
| Lilly Ghalichi             | —          | Main       | Main       |
| Leila Gharachedaghi        | Recurrente | Recurrente | Recurrente |
| Vida Javid                 | Recurrente | Recurrente | Recurrente |
| Anita Gohari               | Recurrente | Invitada   | Invitada   |
| Jessica Partido            | —          | Recurrente | Recurrente |
| Adam Neely                 | —          | Recurrente | Recurrente |
| Sasha Salehi               | —          | —          | Recurrente |
|                            | Antiguo    |            |            |
| Sammy Younai               | Main       | Recurrente | Invitado   |
| Omid Kalantari             | —          | Recurrente | —          |

## Episodios
| Temporada | Temporada | Episodios | Emitido                | Emitido               |
| Temporada | Temporada | Episodios | Estreno de temporada   | Final de temporada    |
| --------- | --------- | --------- | ---------------------- | --------------------- |
|           | 1         | 6         | 11 de marzo de 2012    | 15 de abril de 2012   |
|           | 2         | 13        | 2 de diciembre de 2012 | 10 de febrero de 2013 |
|           | 3         | 16        | 5 de noviembre de 2013 | 25 de febrero de 2014 |

## Acogida

### Acogida de la comunidad
Antes del estreno del programa, había una preocupación entre los iraní-americanos de que Shahs of Sunset promovería una imagen poco favorecedora en un momento particularmente tenso. Firoozeh Dumas, autor de Funny in Farsi, se preocupaba de que "los estadounidenses tengan la oportunidad de ver un poco de la vergonzosa cultura iraní materialista y superficial. Yo sólo quiero gritar, '¡No todos somos así!'" El dos veces electo Alcalde de Beverly Hills, Jimmy Delshad, expresó las preocupaciones de que en vez de mostrar a profesionales como médicos, abogados o altos ejecutivos, la serie "nos regresaría y nos haría parecer gente indeseable." El novelista iraní-americano Porochista Khakpour discrepó de la autodescripción del elenco como "persas" en lugar de iraníes, pero de otra manera se dio cuenta de que la serie sólo es otro reality show de televisión "estuve-allí-hice-eso" "mash-up" deKardashian, Real-Housewives y Jersey Shore con personajes que le recuerdan elementos en estos. El Ayuntamiento de West Hollywood West Hollywood's City Council aprobó una resolución el 22 de marzo de 2012 condenando al programa. El Profesor Gina B. Nahai lamentó que el elenco era "poco atractivo, poco sofisticado, improductivo" y "consiste en su totalidad de los estereotipos negativos que flotan alrededor de la ciudad sobre esta comunidad". El autor y erudito Reza Aslan sentía que las preocupaciones de la comunidad persa eran exageradas, al comentar "Sólo los espectadores más idiotas verían 'Shahs of Sunset' y extraerían una opinión sobre los iraníes e Irán."
En respuesta a las críticas, el productor Ryan Seacrest desestimó la idea de que la serie arrojaría mala luz en la comunidad, describiendo la serie como simplemente como "evasión" que "sirve para entretener y disfrutar." El presidente de Bravo describió a los miembros del elenco como representantes de lo que el canal considera "affluencers:" treintañeros, lujosos, de alta educación e influyentes."
Los miembros del elenco han declarado que ellos retratan una versión más americanizada y moderna de los persas de las representadas en películas como Argo, donde los iraníes son representados como "salvajes" o "vagabundos". Mike Shouhed ha comentado que a veces los productores del programa añaden confusión usando música árabe en la serie; Reza Farahan ha recibido erróneas respuestas dando cumplidos a la cultura árabe americana.

### Reacción crítica
El programa tiene una puntuación de 48 sobre 100 en Metacritic.  La reseña de Mike Hale en The New York Times comentó que los personajes del programa "son un grupo más desvariado que los entrenadores de fútbol de instituto y los activistas comunitarios de la buen-intencionada, admirable pero prosaica All-American Muslim en TLC", pero "la única cosa desafortunada sobre Shahs of Sunset es la manera en que explota y a su vez amplifica, un fenómeno previamente localizado: el desde hace mucho tiempo estereotipo de los iraní-americanos en Los Angeles es vulgar, materialistas y presumidos que no encajan entre las élites supuestamente más culturales."  Tom Conroy de Media Life Magazine menciona que el programa chispea algún interés debido a las raíces culturales del elenco, "pero eso es pocamente compensado con su poca simpatía." Verne Gay de Newsday describió el programa como "Otro insufrible nariz-contra-el-cristal reality que dice los ricos son como tú y como yo - sólo ricos, y en gran manera, aburridamente narcisista." Linda Stasi del New York Post escribió: "Si la meta del nuevo gang bang de estereotipos de Bravo, Shahs of Sunset, es hacer parecer a los persas de LA como ególatras, aburridos sin alma con los que no querrías pasar ni cinco minutos, ni menos una hora, entonces ellos lo han conseguido."